# Возвишенський сільський округ (імені Габіта Мусрепова район)
Возви́шенський сільський округ (каз. Возвышен ауылдық округі, рос. Возвышенский сельский округ) — адміністративна одиниця у складі району імені Габіта Мусрепова Північноказахстанської області Казахстану. Адміністративний центр — село Возвишенка.
Населення — 689 осіб (2021; 1162 у 2009, 1766 у 1999, 2368 у 1989).
Станом на 1989 рік існували Борівська сільська рада (села Брільовка, Куйган, Чорнозубовка) та Возвишенська сільська рада (села Березовка, Григор'євка, Возвишенка, Стерлітамак) колишнього Рузаєвського району. Пізніше село Березовка передано до складу Рузаєвського сільського округу. Село Куйган було ліквідовано 2024 року.

## Склад
До складу округу входять такі населені пункти:
| Населений пункт    | Старі назви | Населення, осіб (1989) | Населення, осіб (1999) | Населення, осіб (2009) | Населення, осіб (2021) |
| ------------------ | ----------- | ---------------------- | ---------------------- | ---------------------- | ---------------------- |
| Брільовка, село    | -           | 182                    | 99                     | 51                     | 24                     |
| Возвишенка, село   | -           | 769                    | 580                    | 408                    | 333                    |
| Григор'євка, село  | -           | 205                    | 186                    | 62                     | 25                     |
| Куйган, село       | -           | 146                    | 145                    | 61                     | 5                      |
| Стерлітамак, село  | -           | 178                    | 107                    | 74                     | 31                     |
| Чорнозубовка, село | -           | 888                    | 649                    | 506                    | 271                    |